# Karl von der Recke (Oberst)
Karl von der Recke war ein preußischer Oberst und Chef des Garnisonsregiments Nr. 8.

## Leben

### Herkunft
Seine Eltern waren der Reichsfreiherr Diederich XXXVII von der Recke (* 1639; † 11. Mai 1710) aus dem Haus Uentrop und dessen Ehefrau Anna Magdalena, geborene Freiin von Baer. Seine Schwester Anna Maria Wilhelmine Sophie (* 4. Januar 1692) war mit den preußischen Generalmajor Martin Arend von Dockum verheiratet.

### Militärkarriere
Recke ging in preußische Dienste und kam in das Infanterieregiment „von Schwerin“. Dort nahm er 1728 wegen Krankheit seinen Abschied. Es muss ihm dann wieder besser gegangen sein, den er ging danach in kurkölnische Dienste, wurde 1735 Johanniter-Ritter, nahm aber später auch hier seinen Abschied. Im Vorfeld des Ersten Schlesischen Krieges warb Recke 1741 im Reich ein Bataillon, das er nach Preußen führte. Er erhielt vom preußischen König Friedrich II. die Beförderung zum Oberst und ein weiteres Bataillon, was zum Garnisonsregiments Nr. 8 formierte. 1745 erhielt er den erbetenen Abschied.

### Familie
Er war mit Sophie Luise von Voss verheiratet. Sie war die Tochter des preußischen Oberstleutnants Johann Georg von Voss aus Haus Rodenberg und dessen Ehefrau Sophie von Alheim verwitwete von Borstel.